# Miniac-Morvan
Miniac-Morvan is een gemeente in het Franse departement Ille-et-Vilaine (regio Bretagne). De plaats maakt deel uit van het arrondissement Saint-Malo. Miniac-Morvan telde op 1 januari 2022 4.379 inwoners.

## Geografie
De oppervlakte van Miniac-Morvan bedroeg op 1 januari 2022 31,03 vierkante kilometer; de bevolkingsdichtheid was toen 141,1 inwoners per km².

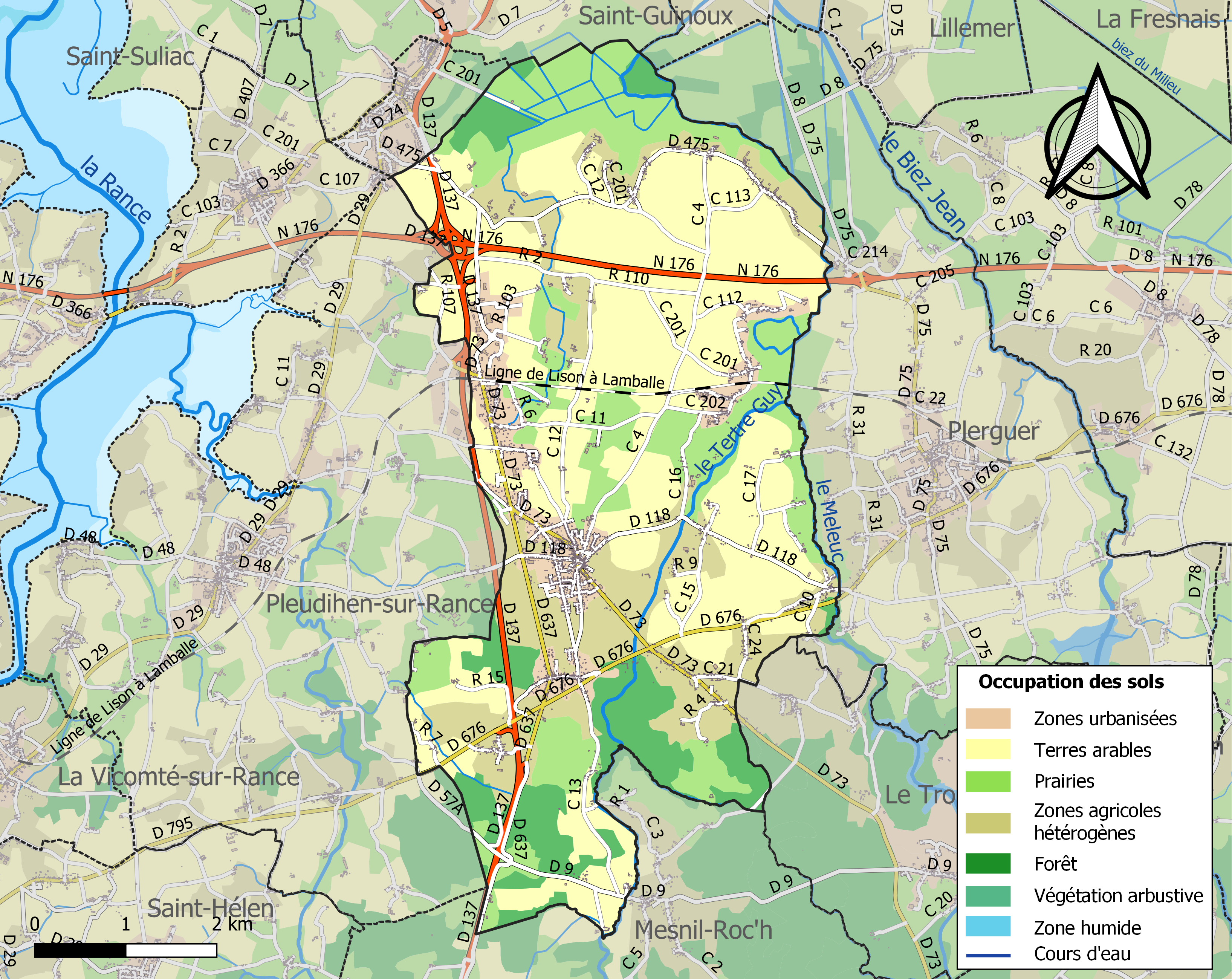
Kaart van de gemeente met belangrijkste infrastructuur, bodemgebruik en omliggende gemeenten

## Verkeer
In de gemeente ligt de spoorweghalte Miniac.

## Demografie
Onderstaande figuur toont het verloop van het inwonertal, bron: INSEE-tellingen. 